# Heza similis
Heza similis är en insektsart som beskrevs av Carl Stål 1859. Heza similis ingår i släktet Heza och familjen rovskinnbaggar. Inga underarter finns listade i Catalogue of Life.